# Amalia del Pilar de Borbón

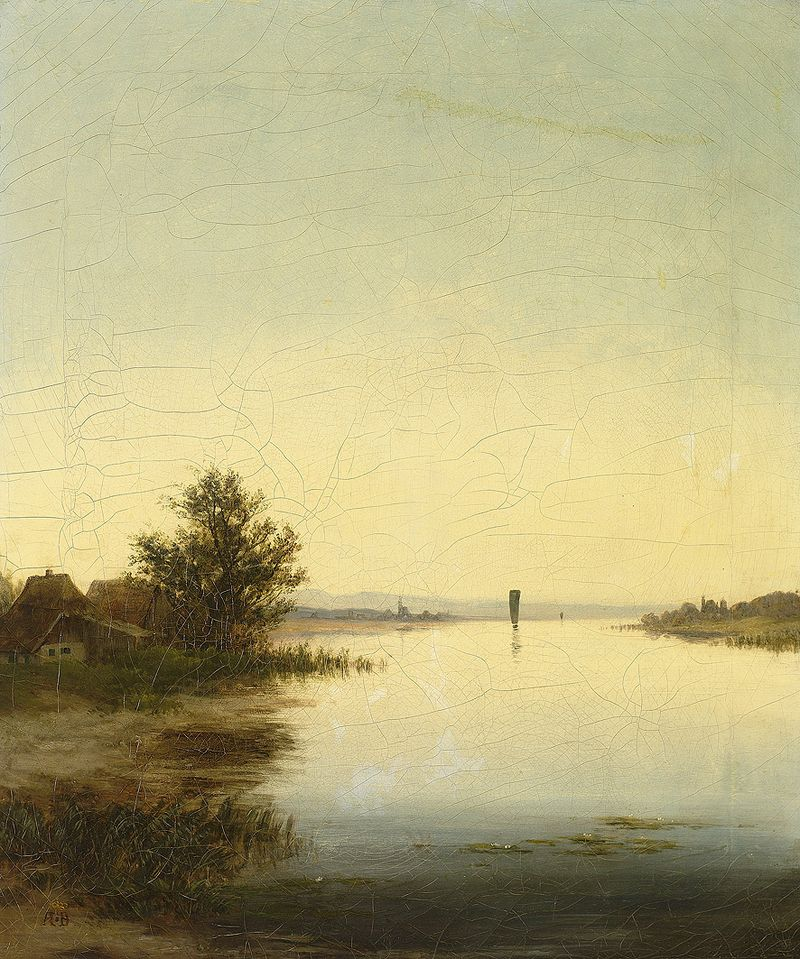
Amalia del Pilar de Borbón: Abendliche Chiemseelandschaft

Amalia Felipina del Pilar de Borbón y Borbón-Dos Sicilias, niem. Amalia del Pilar von Spanien (ur. 12 października 1834 w Madrycie, zm. 27 sierpnia 1905 w Monachium) – infantka hiszpańska.

## Życiorys
Amalia Felipina urodziła się jako szósta córka (jedenaste dziecko) Francisco de Paula de Borbón, księcia Kadyksu, i jego żony (siostrzenicy) Ludwiki Charlotty Burbon, księżniczki Obojga Sycylii.
25 sierpnia 1856 w Madrycie, wyszła za mąż za księcia Adalberta Wilhelma Bawarskiego (1828–1875), najmłodszego syna Ludwika I Wittelsbacha, króla Bawarii, i królowej Teresy. Amalia Felipina zmarła w wieku 70 lat w zamku w Nymphenburgu pod Monachium. Została pochowana w kościele św. Michała w Monachium.

## Dzieci
- Ludwik Ferdynand (1859-1949)

∞ Maria de la Paz Burbon, infantka hiszpańska, siostra cioteczna Ludwika Ferdynanda
- Alfons (1862-1933)

∞ Ludwika Wiktoria Orleańska, księżniczka Alençon
- Izabella (1863-1924)

∞ Tomasz Sabaudzki, książę Genui
- Elwira (1868-1943)

∞ Rudolf von Wrbna-Kaunitz-Rietberg-Questenberg und Freudenthal
- Klara (1874-1941)